# Atyphella conspicua
Atyphella conspicua là một loài bọ cánh cứng trong họ Đom đóm (Lampyridae). Loài này được Ballantyne in Ballantyne & Lambkin miêu tả khoa học năm 2000.